# H. 피터 안빈
한스 피터 안빈(Hans Peter Anvin, 1972년 1월 12일 출생), 일명 hpa는 자유-오픈 소스 소프트웨어 프로젝트에 기여한 스웨덴계 미국인 컴퓨터 프로그래머이다. SYSLINUX, 리눅스 할당 이름 및 번호 기관(LANANA), 그리고 다양한 리눅스 커널 기능의 개발자이다.

## 역사
피터 베스테로스, 스웨덴에서 자랐다. 1988년, 십대 시절에 그의 아버지가 시카고로 이사하면서 미국으로 옮겼다.
이전에는 linux.* 뉴스그룹 계층의 관리자였고, kernel.org의 리눅스 커널 아카이브를 관리했으며, 원본 스왑 공간 How-to와 "Linux/I386 부트 프로토콜"(파일: linux/Documentation/i386/boot.txt)을 작성했다.
1994년에 노스웨스턴 대학교를 졸업했으며, 그곳에서 노스웨스턴 아마추어 무선 협회(W9BGX) 회장을 역임했다. 그의 아마추어 무선 호출 부호는 AD6QZ (이전 N9ITP)이다. 그의 개인 웹사이트에 따르면, 바하이 신앙 신봉자이다.
트랜스메타, CPU 아키텍처 및 코드 변환 소프트웨어 작업을 했던 오리온 멀티시스템즈, 그리고 rPath 등에서 근무했으며, 인텔의 오픈 소스 기술 센터에서 근무했으며,, 통합 x86/x86-64 리눅스 커널 트리의 오랜 공동 관리자였으며, 넷와이드 어셈블러(NASM) 및 SYSLINUX 프로젝트의 수석 관리자였다.

## 리눅스 커널 작업
- 유닉스98 PTY
- CPUID 드라이버
- 리눅스 커널 오토마운터
- zisofs[3]
- RAID 6 지원[8]
- x32 ABI[9]
- klibc – C 표준 라이브러리의 최소 부분집합